# Butamirate
Butamirate (hoặc brospamin) là một thuốc giảm ho.
Một nghiên cứu đã tìm thấy nó liên kết với trung tâm ho ở hành tủy, cụ thể hơn là vị trí gắn kết dextromethorphan trong não chuột lang có ái lực cao.

Là một este ethyl 2- (2-diethylaminoethoxy), nó có liên quan về mặt hóa học với oxeladin và pentoxyverine, cùng loại. (Oxeladin có một nhóm ethyl bổ sung trong axit cacboxylic của nó, pentoxyverine có cả hai nhóm ethyl của oxeladin được thay thế bằng một cyclopentyl ở cùng một nơi.) 

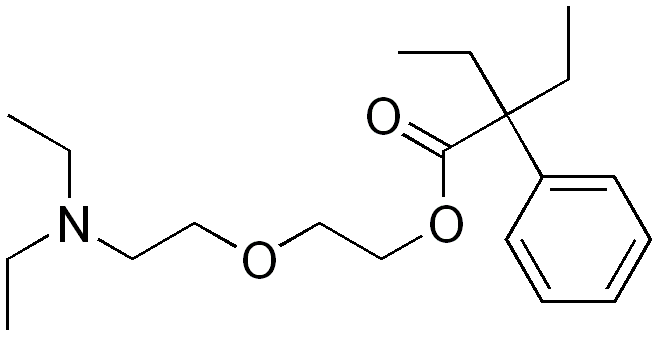
Oxeladin
Pentoxyverine